# Unione Sportiva Livorno 1947-1948
Questa voce raccoglie le informazioni riguardanti l'Unione Sportiva Livorno nelle competizioni ufficiali della stagione 1947-1948.

## Stagione
La stagione 1947-48 è dominata dal Torino, con 65 punti stacca di ben sedici punti Milan, Juventus e Triestina, secondi con 49 punti. Le armi del Livorno sono l'umiltà, lo spirito di sacrificio ed il fattore campo dell'Ardenza, dove si costruisce una onesta salvezza. Mario Magnozzi è l'allenatore giusto per interpretare questa filosofia ed il presidente Ricciotti Paggini lo richiama al timone della squadra labronica. Alla quinta giornata accade un fatto spiacevole, un'invasione campo all'Ardenza per una rete assegnata al Milan oltre il novantesimo, il campo subisce una pesante squalifica. Malgrado la punizione il campo del Livorno viene violato in questa stagione solo dal super Torino. Grazie all'ottimo rendimento interno gli amaranto si piazzano al 14º posto con Sampdoria e Lucchese. Il goleador stagionale è Guido Tieghi con 14 centri.

## Rosa
| N. |                   | Ruolo | Calciatore          |
| -- | ----------------- | ----- | ------------------- |
|    | Italia (bandiera) | P     | Gino Merlo          |
|    | Italia (bandiera) | P     | Aristide Nascenzi   |
|    | Italia (bandiera) | D     | Eto Soldani         |
|    | Italia (bandiera) | D     | Ermelindo Lovagnini |
|    | Italia (bandiera) | D     | Mauro Tuccini       |
|    | Italia (bandiera) | C     | Aredio Gimona       |
|    | Italia (bandiera) | C     | Ostilio Capaccioli  |
|    | Italia (bandiera) | C     | Dandolo Brondi      |
|    | Italia (bandiera) | C     | Leo Picchi          |
|    | Italia (bandiera) | C     | Umberto Mannocci    |

| N. |                   | Ruolo | Calciatore        |
| -- | ----------------- | ----- | ----------------- |
|    | Italia (bandiera) | C     | Mido Bimbi        |
|    | Italia (bandiera) | C     | Armando Tre Re    |
|    | Italia (bandiera) | C     | Leonetto Spagnoli |
|    | Italia (bandiera) | C     | Angelo Torriglia  |
|    | Italia (bandiera) | A     | Guido Tieghi      |
|    | Italia (bandiera) | A     | Mario Stua        |
|    | Italia (bandiera) | A     | Bruno Dante       |
|    | Italia (bandiera) | A     | Teresio Piana     |
|    | Italia (bandiera) | A     | Domenico De Vito  |
|    | Italia (bandiera) | A     | Marcello Taccola  |

## Risultati

### Serie A

#### Girone di andata
| Arbitro: | Boffardi (Genova) |

|                        |           |  |
| Bimbi 29’ Picchi I 65’ | Marcatori |  |

| Arbitro: | Marchetti (Milano) |

|            |           |  |
| Amadei 17’ | Marcatori |  |

| Arbitro: | Codeluppi (Lodi) |

|                    |           |              |
| Stua 40’ Dante 60’ | Marcatori | 27’ Rossetti |

| Arbitro: | Bonivento (Venezia) |

|                                  |           |  |
| Sentimenti V 26’ 70’ Pernigo 79’ | Marcatori |  |

| Arbitro: | Bellè (Venezia) |

|              |           |            |
| Mannocci 65’ | Marcatori | 90’ Degano |

| Arbitro: | Scotto (Savona) |

|               |           |  |
| Pietruzzi 18’ | Marcatori |  |

| Arbitro: | Galeati (Bologna) |

|                      |           |                               |
| Gimona 29’ Piana 65’ | Marcatori | 56’ Turconi II 80’ Antoniotti |

| Arbitro: | Orlandini (Roma) |

|            |           |         |
| Tieghi 30’ | Marcatori | 46’ Gei |

| Arbitro: | Poggipollini (Ferrara) |

|                   |           |                                  |
| Tieghi 3’ 20’ 25’ | Marcatori | 15’ (aut.) Soldani 76’ Quaresima |

| Arbitro: | Valsecchi (Milano) |

|                                                                                 |           |            |
| Boniperti 21’ 44’ Cergoli 62’ Boniperti 68’ Arpas 70’ Sentimenti III 85’ (rig.) | Marcatori | 42’ Tieghi |

| Arbitro: | Bonivento (Venezia) |

|                                            |           |            |
| Cappello 44’ Taiti 52’ Mike 66’ Gritti 72’ | Marcatori | 24’ Tieghi |

| Firenze 7 dicembre 1947 12ª giornata | Livorno         | 0 – 0 | Lazio | Stadio Comunale\| Arbitro: \| Cicardi (Lecco) \| |
| Arbitro:                             | Cicardi (Lecco) |       |       |                                                  |

| Genova 21 dicembre 1947 13ª giornata | Genoa              | 0 – 0 | Livorno | Stadio Marassi\| Arbitro: \| Marchetti (Milano) \| |
| Arbitro:                             | Marchetti (Milano) |       |         |                                                    |

| Arbitro: | Bertolio (Torino) |

|            |           |  |
| Tieghi 11’ | Marcatori |  |

| Arbitro: | Zilli (Reggio Emilia) |

|                                |           |                                                        |
| Morisco 2’ Buzzegoli 7’ (rig.) | Marcatori | 11’ (aut.) Benedetti 24’ De Vito 78’ Gimona 84’ Tieghi |

| Arbitro: | Gemini (Roma) |

|                   |           |                             |
| Brondi 27’ (rig.) | Marcatori | 9’ Gabetto 46’ 89’ Martelli |

| Arbitro: | Canavesio (Torino) |

|            |           |            |
| Koenig 24’ | Marcatori | 28’ Tieghi |

| Arbitro: | Bertolio (Torino) |

|                                         |           |            |
| Astorri 56’ Mari 65’ (rig.) Astorri 89’ | Marcatori | 74’ Gimona |

| Arbitro: | Carpani (Milano) |

|            |           |                 |
| Tieghi 20’ | Marcatori | 35’ Tontodonati |

| Arbitro: | Savio (Torino) |

|                      |           |  |
| Dante 14’ Tieghi 66’ | Marcatori |  |

#### Girone di ritorno
| Arbitro: | Bergomi (Milano) |

|              |           |  |
| Sperotto 81’ | Marcatori |  |

| Arbitro: | Tassini (Verona) |

|                      |           |                   |
| Tieghi 26’ Dante 41’ | Marcatori | 22’ (rig.) Amadei |

| Arbitro: | Carpani (Milano) |

|              |           |             |
| Tosolini 20’ | Marcatori | 74’ De Vito |

| Arbitro: | Neri (Vicenza) |

|            |           |             |
| Tieghi 28’ | Marcatori | 73’ Pernigo |

| Arbitro: | Tassini (Verona) |

|                |           |  |
| Degano 16’ 90’ | Marcatori |  |

| Arbitro: | Marchetti (Milano) |

|             |           |  |
| De Vito 68’ | Marcatori |  |

| Arbitro: | Longagnani (Modena) |

|                              |           |  |
| Antoniotti 13’ Cavigioli 86’ | Marcatori |  |

| Arbitro: | Orlandini (Roma) |

|                    |           |                    |
| Dante 9’ Piana 16’ | Marcatori | 6’ Galassi 14’ Gei |

| Arbitro: | Dattilo (Roma) |

|             |           |  |
| Lorenzi 52’ | Marcatori |  |

| Livorno 25 aprile 1948 31ª giornata | Livorno          | 0 – 0 | Juventus | Stadio Comunale\| Arbitro: \| Carpani (Milano) \| |
| Arbitro:                            | Carpani (Milano) |       |          |                                                   |

| Arbitro: | Bergomi (Milano) |

|                     |           |  |
| Gimona 12’ Stua 85’ | Marcatori |  |

| Arbitro: | Scotto (Savona) |

|                                  |           |          |
| Puccinelli 16’ Penzo 39’ 68’ 77’ | Marcatori | 31’ Stua |

| Arbitro: | Zelocchi (Modena) |

|           |           |                 |
| Piana 71’ | Marcatori | 69’ Dalla Torre |

| Arbitro: | Parpaiola (Padova) |

|                                |           |  |
| Di Benedetti 2’ 24’ Busani 85’ | Marcatori |  |

| Arbitro: | Pieri (Trieste) |

|                                           |           |  |
| Lovagnini 75’ Tre Re 82’ Piana 90’ (rig.) | Marcatori |  |

| Arbitro: | Scotto (Savona) |

|                                                                  |           |                      |
| Mazzola 15’ Stua 47’ (aut.) Gabetto 56’ Mazzola 66’ Martelli 65’ | Marcatori | 42’ Tieghi 55’ Piana |

| Arbitro: | Zilli (Reggio Emilia) |

|            |           |            |
| Tre Re 77’ | Marcatori | 25’ Koenig |

| Arbitro: | Agnolin (Bassano del Grappa) |

|                      |           |  |
| Tre Re 59’ Piana 85’ | Marcatori |  |

| Arbitro: | Longagnani (Modena) |

|                                     |           |  |
| Cavone 7’ Tontodonati 29’ Vörös 66’ | Marcatori |  |

| Arbitro: | Carpani (Milano) |

|                                     |           |                             |
| Michelini 31’ (rig.) Catelli II 40’ | Marcatori | 34’ Tre Re 64’ (rig.) Piana |

## Statistiche

### Statistiche di squadra
| Competizione | Punti | In casa | In casa | In casa | In casa | In casa | In casa | In trasferta | In trasferta | In trasferta | In trasferta | In trasferta | In trasferta | Totale | Totale | Totale | Totale | Totale | Totale | DR  |
| Competizione | Punti | G       | V       | N       | P       | Gf      | Gs      | G            | V            | N            | P            | Gf           | Gs           | G      | V      | N      | P      | Gf     | Gs     | DR  |
| ------------ | ----- | ------- | ------- | ------- | ------- | ------- | ------- | ------------ | ------------ | ------------ | ------------ | ------------ | ------------ | ------ | ------ | ------ | ------ | ------ | ------ | --- |
| Serie A      | 36    | 20      | 10      | 9       | 1       | 30      | 16      | 20           | 1            | 5            | 14           | 15           | 46           | 40     | 11     | 14     | 15     | 45     | 62     | -17 |

### Statistiche dei giocatori
| Giocatore     | Serie A  | Serie A |
| Giocatore     | Presenze | Reti    |
| ------------- | -------- | ------- |
| M. Bimbi      | 15       | 1       |
| D. Brondi     | 31       | 1       |
| O. Capaccioli | 35       | 0       |
| B. Dante      | 26       | 4       |
| D. De Vito    | 20       | 3       |
| A. Gimona     | 39       | 4       |
| E. Lovagnini  | 37       | 1       |
| U. Mannocci   | 19       | 1       |
| G. Merlo      | 39       | -57     |
| A. Nascenzi   | 1        | -5      |
| T. Piana      | 22       | 7       |
| L. Picchi     | 25       | 1       |
| E. Soldani    | 38       | 0       |
| L. Spagnoli   | 2        | 0       |
| M. Stua       | 30       | 3       |
| M. Taccola    | 7        | 0       |
| G. Tieghi     | 32       | 14      |
| A. Torriglia  | 4        | 0       |
| A. Tre Re     | 13       | 4       |
| M. Tuccini    | 5        | 0       |